# Michael Birkholz
Michael Birkholz ist ein deutscher Facharzt für gerichtliche Medizin, ehemaliger Professor an der Hochschule für öffentliche Verwaltung in Bremen und ehemaliger Institutsdirektor des Instituts für Rechts- und Verkehrsmedizin. Zudem ist er Leitender Arzt seines privaten Ärztlichen Beweissicherungsdienstes Bremen und Präsident des Interdisziplinären Fachforums Rechtsmedizin.

## Biografie
Birkholz studierte Medizin an der Universität Greifswald. Er absolvierte den zweijährigen Militärdienst und erwarb die Zusatzqualifikation als Taucherarzt. Ab 1976 war er in der Facharztausbildung im Institut für Gerichtliche Medizin des Bezirkes Schwerin tätig. 1982 wurde er Facharzt für Gerichtliche Medizin und zum Oberarzt ernannt. Er promovierte zum Dr. med. 1987 siedelte Birkholz von der DDR in die Bundesrepublik nach Bremen.
Er arbeitete in der Abteilung Rechtsmedizin des dortigen Hauptgesundheitsamtes. 1989 wurde er Leiter der Abteilung Rechtsmedizin im Hauptgesundheitsamt Bremen als Nachfolger von Dr. Jobst von Karger.

Von 1994 bis August 2015 war er Direktor des neuen Instituts für Rechtsmedizin. Das Institut war damals verwaltungsmäßig an das Zentralkrankenhaus St.-Jürgen-Straße angegliedert. 2008 folgte ein Lehrauftrag für das Fach Rechtsmedizin.
Birkholz fordert speziell ausgebildete Leichenbeschauer im häuslichen Bereich einzuführen. In diesem Zusammenhang sagte er: „Wenn das Messer noch in der Brust steckt, muss man nicht Gerichtsmediziner sein.“ Da diese Fälle nicht übersehen würden, das erkenne auch ein Augenarzt. „Aber den Rest nicht.“
Zu seinen Arbeits-Schwerpunkten gehört der Aufbau und die Realisierung eines zeitgemäßen kommunalen Leichenwesens im Zusammenhang mit der Etablierung einer rechtsmedizinischen Grund- und einer hochspezialisierten gerichtsärztlichen Versorgung.
Des Weiteren engagiert er sich in der Studentenausbildung und der Weiterbildung der Bremer Polizei. Er und sein Team beraten den Gesundheitssenator zu Fragen des Leichenwesens. Er war 2008 Mitgründer eines Internet-Forums für Berufskollegen, Ermittler, Forensiker und Sachverständige.